# Estadio Olímpico Benito Juárez
Das Estadio Olímpico Benito Juárez ist ein Fußballstadion mit Leichtathletikanlage in der mexikanischen Grenzstadt Ciudad Juárez im Bundesstaat Chihuahua, das sich unmittelbar am Rio Grande befindet und somit nur wenige Meter von der Grenze zu den Vereinigten Staaten entfernt liegt. Es wird hauptsächlich für Fußballspiele genutzt und ist Heimspielstätte des ortsansässigen Club de Fútbol Indios. Seit dessen Aufstieg in die Primera División im Frühjahr 2008 ist das Stadion Austragungsort von Erstligaspielen.
Das 1980 erbaute Stadion wurde am 12. Mai 1981 mit einem Spiel zwischen der mexikanischen Nationalmannschaft und Atlético Madrid eingeweiht.